# Glen Ellyn
 (décembre 2016).
Glen Ellyn est un village situé dans le comté de DuPage, dans l'Illinois, États-Unis.
D'après le bureau de recensement des États-Unis, le village avait une population de 28 846 habitants lors du recensement de 2020. Le village se situe en banlieue ouest de Chicago.
Le village de Glen Ellyn est une banlieue de Chicago située à environ 39 km à l'ouest du centre-ville de Chicago, sa superficie totale est de 17,54 km2. 